# Free Life
Free Life är Thomas Di Levas trettonde studioalbum och det första engelskspråkiga album sedan Love is the Heart från 1995. Free Life kom ut den 23 februari 2005.

## Låtlista
1. Before the Beginning
2. Baby is Crying
3. My Eternal Loving
4. Let it Fall
5. Soulflower
6. Higher than Heaven ('Vi har bara varandra' på engelska)
7. Diamond Eye
8. Forever On
9. Rainbow Warrior ('Själens krigare' på engelska)
10. You are Lost
11. Shivaya